# Bliss (film fra 1917)
Bliss er en amerikansk stumfilm fra 1917 af Alfred J. Goulding.

## Medvirkende
- Harold Lloyd som Harold.
- Snub Pollard som Snub.
- Bebe Daniels.
- Gus Leonard.
- Belle Mitchell.